# Dímitra Kontoú
Dímitra Eléni Kontoú (grec moderne : Δήμητρα Ελένη Κοντού), née le 23 septembre 2005 à Maroússi, est une rameuse grecque.

## Carrière
Aux championnats d'Europe 2023, elle remporte la médaille d'argent en deux de couple poids léger avec Zoí Fítsiou. L'année suivante, la paire conserve sa médaille d'argent aux Europe 2024.
Lors des Jeux olympiques d'été de 2024 à Paris, Dímitra Kontoú et Zoí Fítsiou remportent la médaille de bronze en deux de couple poids léger.